# Familia Ozores
Remite a los miembros de una familia de actores y directores españoles, entre los que destacan los siguientes:
- Mariano Ozores Francés (1890-1976), actor de teatro. Casado con la actriz Luisa Puchol. Tuvieron tres hijos:

- José Luis Ozores (1923-1968), actor. Casado con la actriz Concepción Muñoz. Tuvieron tres hijos:

- Adriana Ozores Muñoz (1959), actriz.
- Mariano Ozores Muñoz (1961), se dedica al mundo del cine.
- Pelayo Ozores Muñoz (1961), se dedica al mundo del cine.

- Mariano Ozores (1926-2025), director y guionista. Casado con la actriz Teresa Arcos. Tuvieron una hija, Teresa.

- Antonio Ozores (1928-2010), actor y humorista. Casado con la actriz Elisa Montés (1934-2024), de la que se separó en 1969. Tuvieron una hija:

- Emma Ozores (1961), actriz y humorista.

## Principales premios
- En 2016 Mariano Ozores, José Luis Ozores (1922-1968) y Antonio Ozores (1928-2010) fueron galardonados con el Goya de Honor de la Academia de Cine de España.[1][2]
- Adriana Ozores: 
  - Mejor actriz de reparto, por La hora de los valientes (1998)
  - Medalla de Oro al Mérito en las Bellas Artes 2020